# Регіональний ландшафтний парк «Ізмаїльські острови»
Ізмаїльські острови — регіональний ландшафтний парк в Україні. До складу парку входять острови Кілійського гирла Дунаю: Малий Татару (738 га), Великий Даллер (370 га) і Малий Даллер (258 га), розташовані в Ізмаїльському районі, біля села Стара Некрасівка (Одеська область). Створений у 1993 р.
Острови РЛП мають алювіальне походження. Рельєф островів сформований русловими валами, на яких росте заплавний ліс (Salix alba, Populus alba і Р. nigra, Ulmus laevis, Fraxinus lanceolata, Quercus robur) у поєднанні з луговою рослинністю. У підліску поширені зарості Rubus caesius. У заплавному лісі зростають також Vitis sylvestris і Periploca graeca. Центральні ділянки островів знижені і залиті водою (плавні). Площа відкритого водного дзеркала островів різна.
Тут збереглася унікальна острівна екосистема в дельті Дунаю зі своєрідним ландшафтом, рослинним і тваринним світом. Особливий інтерес становить острів Татару, який вражає первозданною красою завдяки внутрішньому мальовничому озеру і незайманому заплавному лісу, де можна побачити дикого кабана, лисицю, видру, єнотоподібного собаку, борсука та ін.
На островах ростуть рослини з Червоної книги України (сальвінія плаваюча, плавун щитолистий) і червоного списку Одеській області (латаття біле, кубишка жовта, виноград лісовий). З птахів зустрічаються баклан малий, пелікан рожевий, пелікан кучерявий. Зареєстровано гніздування 60 видів птахів. Ще 17 видів гніздувались не регулярно. Представники 13 видів, розмножувалися на суміжних територіях і регулярно відвідували острови у гніздовий період.
На території регіонального ландшафтного парку «Ізмаїльські острови» діє туристичний маршрут «Стежками дикої природи», в рамках якого туристів знайомлять з мешканцями парку, тополиним гаєм, місцем затонулого плодового саду і т.і.

## Контакти
Регіональний ландшафтний парк «Ізмаїльські острови»
(ДП «Ізмаїльське лісове господарство»)

вул. Першотравнева, 8

м. Ізмаїл, Одеська обл.

68606 Україна

## Виноски
1. ↑   http://branta.org.ua/branta-pdf/04/branta4_4.pdf Потапов О. В. Орнитофауна регионального ландшафтного парка «Измаильские острова».